# Британска източноиндийска компания
Британската източноиндийска компания (на английски: East India Company, EIC), наричана понякога Джон Къмпани (John Company), е основана със законово утвърждаване от Елизабет I на 30 декември 1600 г.
Компанията получава правото да води търговия с Индия от името на Короната. Първоначално компанията получава правото да монополизира пазара с Изтока. Компанията от първоначално търговско дружество постепенно се превръща във военна и правителствена организация, която администрира британските територии в Индия до прекратяване на нейното съществуване през 1858 г.

## Флагове
- (1685)
- (1700)
- (1707)
- (1801)
- (1820)
- (1842)
- (1917)